# 潘拿古南火山
潘拿古南火山（英語：Mount Penanggungan）是一座位於印度尼西亞東爪哇省的複式火山，其位置緊鄰於阿朱那-維利朗火山的北邊。在此火山的山上，有幾處印度教與佛教的聖所、聖地、紀念碑，這些建築約在公元977-1511年建造的。另外，在火山周圍可發現熔岩流與沉積的火山碎屑岩。